# كريستوفر لويل
كريستوفر لويل (بالإنجليزية: Christopher Lowell)‏ هو مصمم ديكور ‏ أمريكي، ولد في 6 نوفمبر 1955.

## وصلات خارجية
- كريستوفر لويل على موقع IMDb (الإنجليزية)
- كريستوفر لويل على موقع إن إن دي بي (الإنجليزية)
- كريستوفر لويل على موقع قاعدة بيانات الفيلم (الإنجليزية)